# Politique indépendante aux Pays-Bas
Politique indépendante aux Pays-Bas (en néerlandais : Onafhankelijke Politiek Nederland ; abrégé OPNL), anciennement connu sous le nom de Groupe indépendant du Sénat (en néerlandais : Onafhankelijke Senaatsfractie ; abrégé en OSF) est un parti politique néerlandais actif à la Première Chambre des États généraux, le Sénat des Pays-Bas. Il se veut représentant de plusieurs partis locaux, la chambre haute nationale étant élue par les députations provinciales.
Ses partis membres les plus importants sont le Parti national frison, Les Verts, le Parti pour le Nord, le Parti Nouveau Limbourg et le Parti du Brabant.

## Histoire
Pour les élections provinciales de 1995, plusieurs partis provinciaux et Les Verts (De Groenen) constituent une liste commune dans l'objectif d'être représentés au Sénat. Marten Bierman est désigné comme représentant de ladite liste, et choisit, avec les partis locaux, le nom de Groupe indépendant du Sénat (Onafhankelijke Senaatsfractie). Bierman est de nouveau choisi à l'occasion des élections provinciales de 1999.
Aux élections sénatoriales de 2003, les partis provinciaux désignent pour les représenter à la Eerste Kamer Henk ten Hoeve, adhérant au Parti national frison, choix réitéré pour élections de 2007.
Aux élections provinciales de 2011 et de 2015, les partis provinciaux réunissent assez de suffrages pour conserver leur siège au Sénat.